# 103 (tal)
103 är det naturliga talet som följer 102 och som följs av 104.
- Det 27:e primtalet efter 101 och före 107
- Binärt: 01100111
- Oktalt: 1477
- Hexadecimalt: 67

## Inom matematiken
- 103 är ett udda tal.
- 103 är en primtalstvilling med 101
- 103 är ett aritmetiskt tal
- 103 är ett centrerat heptadekagontal
- 103 är ett glatt tal

## Inom vetenskapen
- Lawrencium, atomnummer 103
- 103 Hera, en asteroid
- M103, öppen stjärnhop i Cassiopeia, Messiers katalog